# Cäcilie Triebel
Cäcilie Triebel (* 30. Juli 1903 in Löwenberg; † 28. Juli 1982) war eine deutsche Politikerin (CDU, DP bzw. Gesamtdeutsche Partei (GDP)). Sie war von 1955 bis 1963 Mitglied der Bremischen Bürgerschaft.

## Biografie
Triebel war bis August 1959 Mitglied in der CDU und in verschiedenen Funktionen tätig. Sie verließ die CDU, da sie eine grundsätzliche Gegnerin der großen Koalition in Bremen war und trat in die Deutsche Partei (DP) ein. Sie verließ die GDP 1962 und hospitierte dann wieder bei der CDU. Triebel war von 1955 bis 1963 in der 4. und 5. Wahlperiode acht Jahre lang Mitglied der Bremischen Bürgerschaft und dort in verschiedenen Deputationen tätig.